# Internationaux de Strasbourg 2014
The 2014 Internationaux de Strasbourg — професійний тенісний турнір, що проходив на кортах з ґрунтовим покриттям. Відбувсь удвадцятьвосьме and was part of the International-level tournament category в рамках Туру WTA 2014. Відбувся в Страсбург, Франція, on 19–24 травня 2014.

## Points and Prize Money

### Розподіл очок
| Дисципліна              | П   | Ф   | ПФ  | ЧФ | 1/8 | 1/16 | Q   | Q3  | Q2  | Q1  |
| Жінки, одиночний розряд | 280 | 180 | 110 | 60 | 30  | 1    | 18  | 14  | 10  | 1   |
| Жінки, парний розряд    | 280 | 180 | 110 | 60 | 1   | Н/Д  | Н/Д | Н/Д | Н/Д | Н/Д |

### Розподіл призових грошей
| Дисципліна              | П       | F       | ПФ     | ЧФ     | 1/8    | 1/16   | Q3   | Q2   | Q1   |
| Жінки, одиночний розряд | €34,677 | €17,258 | €9,113 | €4,758 | €2,669 | €1,552 | €810 | €589 | €427 |
| Жінки, парний розряд    | €9,919  | €5,161  | €2,770 | €1,468 | €774   | Н/Д    | Н/Д  | Н/Д  | Н/Д  |

## Учасниці основної сітки в одиночному розряді

### Сіяні
| Країна    | Гравчиня          | Рейтинг1 | Сіяна |
| --------- | ----------------- | -------- | ----- |
| США       | Слоун Стівенс     | 16       | 1     |
| Франція   | Алізе Корне       | 21       | 2     |
| Бельгія   | Кірстен Фліпкенс  | 23       | 3     |
| Німеччина | Андреа Петкович   | 28       | 4     |
| Росія     | Олена Весніна     | 33       | 5     |
| Сербія    | Бояна Йовановські | 37       | 6     |
| КНР       | Пен Шуай          | 39       | 7     |
| США       | Алісон Ріск       | 44       | 8     |

- 1 Рейтинг подано станом на 12 травня 2014

### Інші учасниці
Нижче наведено учасниць, які отримали вайлдкард на участь в основній сітці:
- Клер Феерстен
- Полін Пармантьє
- Слоун Стівенс

Нижче наведено гравчинь, які пробились в основну сітку через стадію кваліфікації:
- Ешлі Барті
- Ольга Говорцова
- Міряна Лучич-Бароні
- Сільвія Солер-Еспіноса

### Знялись з турніру
До початку турніру
- Цветана Піронкова → її замінила  Крістіна Младенович
- Лора Робсон → її замінила  Стефані Фегеле
- Магдалена Рибарикова → її замінила  Віржіні Раззано
- Франческа Ск'явоне → її замінила  Шерон Фічмен
- Ч Шуай → її замінила  Заріна Діяс

### Знялись
- Заріна Діяс (right hamstring strain)

## Учасниці основної сітки в парному розряді

### Сіяні
| Країна            | Гравчиня          | Країна            | Гравчиня          | Рейтинг1 | Сіяна |
| ----------------- | ----------------- | ----------------- | ----------------- | -------- | ----- |
| США               | Ракель Копс-Джонс | США               | Абігейл Спірс     | 30       | 1     |
| Австралія         | Ешлі Барті        | Австралія         | Кейсі Деллаква    | 35       | 2     |
| Китайський Тайбей | Чжань Хаоцін      | Китайський Тайбей | Чжань Юнжань      | 94       | 3     |
| Хорватія          | Дарія Юрак        | США               | Меган Мултон-Леві | 105      | 4     |

- 1 Рейтинг подано станом на 12 травня 2014

### Інші учасниці
Нижче наведено пари, які отримали вайлдкард на участь в основній сітці:
- Клер Феерстен /  Алізе Лім
- Татьяна Марія /  Паула Ормаечеа

Наведені нижче пари отримали місце як заміна:
- Демі Схюрс /  Ева Ваканно

### Знялись з турніру
Під час турніру
- Анна Татішвілі (травма лівої щиколотки)

## Переможниці

### Одиночний розряд
- Моніка Пуїг —  Сільвія Солер-Еспіноса 6–4, 6–3

### Парний розряд
- Ешлі Барті /  Кейсі Деллаква —  Татьяна Буа /  Даніела Сегель 4–6, 7–5, [10–4]